# Norrbottens Kommuner
Norrbottens Kommuner är en intresseorganisation som samlar alla 14 kommuner i Norrbottens län. Organisationens syfte är att utveckla samarbetet kommunerna emellan för att stärka den regionala utvecklingen i länet. Ordförande för Norrbottens kommuner är Claes Nordmark (S).